# Les Sisters (série télévisée d'animation)
Pour l’article homonyme, voir Les Sisters.
Les Sisters est une série d'animation française créée par Christophe Cazenove et William Maury, d'après leur bande dessinée Les Sisters, publiée chez Bamboo Édition. En France, elle est initialement diffusée à partir du 28 août 2017 sur M6 dans l'émission M6 Kid et sur Télétoon+ depuis 2018. La série a été renouvelée pour une deuxième saison et diffusée à partir du 24 août 2020 sur M6, Gulli depuis le 19 décembre 2021, sur Netflix depuis 2022 et sur Disney Channel depuis 2024. La série a été renouvelée pour une troisième saison et diffusée sur Gulli depuis le 3 novembre 2024.

## Synopsis
Wendy et Marine sont deux sœurs possédant une personnalité explosive. Avec son hyperactivité et ses incessantes nouvelles idées, Marine, la plus jeune des deux, rend parfois folle Wendy, sa sœur adolescente qui aspire à la vie d'adulte. Malgré les querelles et les ennuis dus à leur différence d'âge, elles s'aiment beaucoup.

## Fiche technique
- Titre : Les Sisters
- Création : Christophe Cazenove et William Maury
- Scénario : Christophe Cazenove, d'après sa bande dessinée Les Sisters
- Réalisation : Luc Vinciguerra
- Sociétés de production : Bamboo Production, Samka Production, Télétoon+ récréation original, RTBF, Ouftivi
- Société de distribution : Jetpack Distribution
- Pays d'origine :  France
- Langue originale : Français
- Format : couleur — HDTV 1080i — son stéréo
- Genre : animation, comédie
- Nombre d'épisodes : 156 (3 saisons)
- Durée : 12 minutes
- Dates de première diffusion : 28 août 2017 (France)
- Classification : jeunesse

## Distribution
- Anaïs Delva : Wendy[1]
- Kelly Marot : Marine[1]
- Nathalie Homs : Sandrine, Nath, Emma, Audrey, Mme Georgette, Mme Dupain, Titouan, Jemma[2]
- Hervé Rey : Maxence[2]
- Emmanuel Garijo : William, Dogg, Dj, Baloo, le dentiste, le maître-nageur, le magicien (saison 1), voix additionnelles
- Willy Rovelli : Joy. D[2]
- Maryne Bertieaux : Loulou, Sammie, Rachel, Mel, Tata Coco
- Michaël Aragones : Jack
- Thomas Sagols : voix additionnelles
- Dorothée Pousséo : voix additionnelles

## Personnages

### Personnages principaux
- Wendy : la grande sœur de Marine, âgée de 12 puis 13 ans dans la saison 1 du dessin animé, 14 dans la saison 2, et de 13 ans dans la BD, elle appelle sa sœur, Marine, la « pestouille », et parfois écoute du rock. Elle est née en décembre, le 25 et elle est Capricorne[3]. Elle a un petit ami du nom de Maxence, qu'elle appelle souvent « Maxou » et ils se connaissent depuis la maternelle. Elle est parfois autoritaire avec lui, mais dans l'épisode En manque de Max, elle n'arrive pas à faire une journée sans lui. Elle est aussi très proche de sa sœur, les deux filles se disputent beaucoup mais finissent toujours par se réconcilier. Elle est fan du groupe de rock les Vandalises. Wendy a pour rivale Rachel. Elle a aussi une meilleure amie, Samira (Sammie).

- Marine : la petite sœur de Wendy, âgée de 7 puis 8 ans dans la saison 1 du dessin animé, 8 puis 9 ans dans la saison 2, et 8 ans dans la BD. Elle aime les doudous et les déguisements de princesse et déteste avoir un amoureux car elle trouve ça dégoûtant. Elle semble ne pas savoir très bien parler et invente des mots. Elle est parfois embêtante avec sa sœur et lui pique certaines de ses affaires (par exemple : son journal intime ou son t-shirt dédicacé par le chanteur du groupe des Vandalises). Ses deux meilleures amies sont Nathalie et Louise  (Nathe et Loulou). Elle possède une peluche qu'elle ne quitte jamais du nom de Puduk. Elle est née en octobre, le 3 et elle est Balance[3].

- Sandrine : Sandrine est la mère de Wendy et Marine, âgée d'environ 35 ans. Elle est plutôt stricte avec ses filles. Elle entre souvent en rivalité avec Madame Georgette comme dans l'épisode Le nanimal de Loulou. Elle travaille comme infirmière dans un hôpital. Son prénom est mentionné dans le quatorzième épisode de la saison 1 intitulé Frayeurs en famille et avec celui de son mari (William), seulement mentionné dans l'épisode Un Toutou rien que pour Nous. Elle et William sont Poissons[3].

- William : William est le père de Wendy et Marine, âgé d'environ 40 ans. Il se comporte parfois comme un enfant et se sert souvent de son travail comme prétexte pour s'amuser comme dans l'épisode Alerte Georgette, mais a parfois une attitude sérieuse comme dans l'épisode Ah non, pas les vacances. Il travaille comme dessinateur de bande dessinées. Son nom et celui de sa femme ont été seulement mentionnés dans l'épisode Un Toutou rien que pour nous. Dans la saison 2, il semble être plus strict envers ses filles, voire injuste.

### Personnages secondaires
- Rachel : Rachel est une nouvelle fille arrivée dans le quartier de Wendy. Wendy est très jalouse de cette dernière parce qu'elle est populaire et Rachel est aussi jalouse de Wendy car cette dernière est avec Maxence et depuis elles sont rivales. Elle est aussi la fille du dentiste.
- Joy.D : Joy D est un rockeur. Dans l'épisode 2, il vient dans la maison de Marine car cette dernière a gagné un jeu télévisé et vient passer la journée avec cette dernière. Sous ses airs de beau rockeur se cache un garçon mauvais et sans pitié. À la fin de l'épisode, Marine, Nathe et Loulou le démasquent et Wendy ne ressent plus rien pour ce dernier.
- Mme Georgette :  Mme Georgette est la voisine de Wendy et Marine et craint d'avoir des voleurs pour lui gâcher ses étés. Dans l'épisode Super Georgette, elle surveille Wendy et Marine au grand dam de leurs parents. Elle est aussi connue pour son nain de jardin très original près de chez elle.
- Le dentiste : c’est le père de Rachel, la rivale de Wendy, qui travaille avec Sandrine, la mère des Sisters à l’hôpital.
- Le maître-nageur : c'est lui qui recadre parfois Wendy et Marine à la piscine. Dans un épisode, il prive ces dernières de piscine à vie, avec Maxence, Samira (Sammie), Emma et sa sœur jumelle.
- Mme "Ginette" Dupain :  Mme Dupain a l'air de bien connaitre Wendy et Marine. Elle a aussi un enfant. Elle travaille à l'entrée à la piscine, et refuse de laisser entrer Wendy et Marine.
- Maxence : c'est le petit ami de Wendy depuis la maternelle. Souvent craintif, il se laisse facilement berner par Wendy et parfois Marine. Il aime jouer aux jeux vidéo comme Air guitare zéro. Contrairement à Wendy, il sait garder son sang-froid et s'énerve rarement. On découvre dans l'épisode 7 de la saison 2 qu'il est à l'aise avec les bébés.
- Nathalie (Nathe) : la meilleure amie de Marine et Loulou. Elle est la petite sœur de Dj.
- Louise (Loulou) : la meilleure amie de Marine et n'apparaît pas beaucoup dans la série. On suppose que c'est son autre meilleure amie avec Nathe. Contrairement à ses amies, elle a ni frère ni sœur, donc fille unique.
- La policière :  c'est elle a pris Wendy et Marine pour des voleuses dans l'épisode Un toutou rien que pour nous.
- Samira (Sammie) : la meilleure amie de Wendy, qui adore faire des vidéos de beauté.
- Emma : l'amie de Wendy qui vient parfois à la piscine avec elle et Samira.
- Dj : le grand frère de Nath. On le voit souvent en train de faire du skate ou des graffitis.
- Titouan : un garçon de la classe de Marine qui est amoureux d'elle. Ses apparitions sont rares et courtes, mais on le voit beaucoup dans l'épisode Le Namoureux mystère. Il a un petit frère, surnommé "Globulo", et une grande sœur dont on ne connaît pas l’identité.
- Mel : la cousine de Maxence. Dans l'épisode La blonde, ma Sister et moi, Marine découvre que Maxence et Mel sont en train de faire un promenade ensemble et part le dire à Wendy, deçue parce qu'elle a un bouton sur le front.

- Jemma : l'amie de Wendy. C’est la sœur jumelle d’Emma.

## Développement
La série est coproduite par les sociétés Bamboo Production et Samka Productions. Dans une interview datant de juillet 2022, le dessinateur William Maury n'est pas sûr qu'une saison 3 puisse être réalisée : « Nous serions bien évidemment partants pour une saison 3. On sait que ce serait un projet bien construit, de bonne qualité, mais cette décision ne tient pas qu’à nous, même si on en a vraiment envie. Pour l’instant, on ne sait pas encore si une saison 3 aura lieu. » Cependant, deux nouvelles saisons sont annoncées par la suite.

## Diffusion
La série d'abord diffusée en France le 28 août 2017 sur M6 dans l'émission M6 Kid, depuis 2018 sur Télétoon+, et depuis 2021 sur Gulli. Dans le monde francophone, en Belgique, elle est diffusée sur La Trois (Région wallonne) et Ketnet (Région flamande, sous le titre simple de Sisters), et en Suisse sur RTS Un. Au Canada, elle est diffusée sur Télétoon.
Les Sisters est également diffusée en Europe en 2017. En Italie, elle est diffusée à partir du 11 septembre 2017 sur Disney Channel sous le titre Le Sisters. En Allemagne, elle est diffusée sur KiKA et rebaptisée Power Sisters. En Espagne, elle est diffusée sur TV3. En Pologne, elle est diffusée sur Teletoon+ sous le nom Siostry. Dans les pays de l'Est, elle est diffusée sur Minimax.
En Russie, elle est diffusée sur Gulli Girl; en Israël, elle est diffusée sur Kidz; en Inde, elle est diffusée sur ETV Balbharat et en Asie, la série a été diffusée sur Iflix.

## Liste des épisodes

### Saison 1 (2017)
Diffusée du 28 août au 27 novembre 2017.
| № | Titre                             | Première diffusion |
| --- | --------------------------------- | ------------------ |
| 1 | Ah non ! Pas les vacances !       | 5 septembre 2017   |
| Les parents des Sisters retrouvent une vielle tante de camping dans le grenier. Ils ont dans l'idée de faire du camping comme au bon vieux temps, mais sans avoir les Sisters dans les pattes. Ils décident de les envoyer chez papy et mamie. Elles décident d'êtres infernales et de tout faire pour être privées de vacances chez lures grands-parents. Cependant, les choses ne se passent pas totalement comme prévu. |                                   |                    |
| 2 | Joy de toi                        | 5 septembre 2017   |
| Marine gagne une journée à la maison avec la star du moment, Joy D. La maison, au courant de la venue de la star, se prépare tant bien que mal à l'accueillir. De son côté, Wendy, jalouse et amoureuse, car Maxence l'a quitté et fan de la star, s'habille pour le séduire. En le forçant à jouer avec elles, Marine et ses copines malmènent la star, qui se révèle pas si charmant que ça avec ses fans. |                                   |                    |
| 3 | La Vie secrète des adonnaissants  | 6 septembre 2017   |
| Wendy invite son petite copain Maxence à passer une soirée en amoureux avec elle, et en l'absence de ses parents. Marine, elle, décide d'inviter ses copines — Nath et Loulou — passer aussi la soirée à la maison. Pour s'en débarrasser, Wendy invente une histoire pour leur faire peur : Flop, le nain de jardin de la voisine est une créature démoniaque. Les petites passent alors une nuit de folie tentant de fuir ce nain, convaincues qu'il existe. |                                   |                    |
| 4 | Doudou la chance                  | 6 septembre 2017   |
| Après avoir retrouvé son doudou préféré, Marine est persuadée qu'il porte chance après que plusieurs choses bien lui soit arrivées. Elle le montre aux copains de Wendy qui sont eux-aussi persuadé qu'il porte chance. Seule Wendy n'y croit, mais les évènements tendent à lui démontrer qu'elle a tort. Tout le monde veut désormais du doudou porte bonheur. |                                   |                    |
| 5 | Plâtrées                          | 7 septembre 2017   |
| Marine se casse une jambe après une chute en rollers dans le parc. Elle est amenée à l'hôpital et finit dans le plâtre. Wendy décide d'être gentille et aux petits soins pour elle le temps de sa guérison, mais Marine profite lourdement de la situation pour faire de sa Sister une esclave entièrement dévouée à son service. Après un temps, Wendy craque. Les parents amènent alors à Marine un fauteuil roulant et des béquilles pour délester Wendy, mais Marine trouve quand même le moyen d'embêter sa Sister. Voulant prouver qu'elle abuse de sa gentillesse, Wendy piège Marine en appelant ses copines pour jouer à la marelle. Après avoir inventé une méthode pour faire descendre sa Sister de sa chambre sans effort, Wendy est blessée par le fauteuil roulant qui la propulse contre un arbre. Elle finit elle aussi dans le plâtre. |                                   |                    |
| 6 | Déconnectées                      | 7 septembre 2017   |
| Alors que la famille prend son repas dans le jardin, les Sisters ont le nez collé sur leurs écrans : Wendy sur son smartphone et Marine sur sa console portable. Exaspérée par leur attitude, leur mère décide de leur confisquer pendant 3 jours. Les Sisters élaborent un plan pour récupérer leurs écrans. De leur côté, les parents se font un petit pari : le père parie que les Sisters récupéreront leurs écrans avant les 3 jours écoulés. |                                   |                    |
| 7 | Namour galactique                 | 8 septembre 2017   |
| Après avoir regardé un film de science-fiction, Marine se persuade que Maxence est un extraterrestre déguisé en humain qui veut enlever Wendy et l'emmener sur sa planète. Elle fera tout pour la sauver et ira même jusqu'à enlever l'affreux « nécrateresse », sans se douter que c'est le pauvre Maxence qui porte un déguisement. |                                   |                    |
| 8 | Ma Sister est un zombie           | 8 septembre 2017   |
| Alors qu'elle se prépare à aller à un concert des Vandalises avec Maxence, Wendy découvre qu'elle a un gros bouton d'acné sur la joue. Marine tente de l'aider en essayant de lui en débarrasser. Elle lui prépare un fond de teint maison à base de camembert qui aggrave encore son cas, la couvre de boutons et la fait ressembler à un véritable zombie. Bientôt tout le quartier se lance à la chasse aux zombies. |                                   |                    |
| 9 | Dans la peau de ma Sister         | 11 septembre 2017  |
| Marine veut faire comme sa grande sœur Wendy et avoir un téléphone portable. Leurs parents offrent à Wendy un nouveau téléphone, mais cette dernière donne son ancien téléphone, qu'elle avait pourtant promis de donner à Marine, à son amoureux Maxence qui a fait tomber le sien dans son aquarium. Pour se venger de Wendy, Marine fouille dans sa carte mémoire et envoie des photos compromettantes aux contacts de Wendy. |                                   |                    |
| 10 | La blonde, ma Sister, et moi      | 11 septembre 2017  |
| Wendy rentre à la maison déprimée à cause d'un bouton d'acné qu'elle a sur le front, mais que sa Sister Marine n'a pas pu voir au début. Dans le parc avec ses deux amies, Marine aperçoit le petit copain de Wendy, Maxence, avec une autre fille qui n'est autre que sa cousine. Marine pense que sa Sister déprime car Maxence la trompe avec cette fille qu'elle prend pour sa nouvelle amoureuse. Conscient de cette incompréhension, Maxence tente de joindre Wendy pour lui expliquer la situation et lui présenter par la même occasion sa cousine avant que ça ne dégénère. |                                   |                    |
| 11 | L'année sympathique               | 20 septembre 2017  |
| Maman décide de prendre une année sabbatique, décidant ainsi de passer plus de temps avec ses filles. Au début, les Sisters sont ravies mais Maman se révèle vite être envahissant. |                                   |                    |
| 12 | L'échange                         | 28 septembre 2017  |
| L'épisode commence avec les deux Sisters qui font une bataille de pistolets à eau dans leur jardin. Marine est appelée par sa mère qui lui explique qu'elle veut repeindre sa chambre, mais les deux Sisters finissent par s'embrouiller. Dehors, elles tombent sur leurs amis et (frère et sœur) DJ et Nath qui s'embrouillent dehors. D'un commun accord, ils finissent par s'échanger leurs Sisters : Wendy avec Nath et DJ avec Marine. |                                   |                    |
| 13 | Interdit aux moins de 12 ans      | 17 octobre 2017    |
| Wendy veut aller au bal de Pom-les-Bains avec Maxence. Marine insiste pour l'y accompagner et veut obliger sa Sister à porter une robe de princesse. |                                   |                    |
| 14 | Frayeurs en famille               | 17 octobre 2017    |
| Le soir tombé, Marine empêche Wendy et Sammie de regarder un film d'horreur préféré. Les parents des Sisters tombent sur ce DVD et mentent à leurs filles pour les éloigner et le regarder sans elles. Mais les Sisters découvrent ce mensonge, et décident, pour se venger, de les terroriser. |                                   |                    |
| 15 | Le nanimal de Loulou              | 2 octobre 2017     |
| Marine garde l'animal de compagnie, José, qui s'avère être un boa apprivoisé de 2 mètres de long, malgré Wendy et ses parents. |                                   |                    |
| 16 | Cadeau connection                 | 2 octobre 2017     |
| Ayant oublié que c'est aujourd'hui la fête des Mères, les Sisters se hâtent de faire leurs cadeaux avant le retour de maman à la maison. |                                   |                    |
| 17 | Duo de Sisters                    | 3 octobre 2017     |
| Wendy joue de la guitare depuis 7 jours et ne cesse de déconcentrer sa petite Sister. Après que Wendy ait posté une vidéo sur Internet des deux Sisters en train de se crier dessus, elles sont demandées par les producteurs de Talents bien cachés d'apparaître dans leur émission de téléréalité. Se faisant la tête, elles répètent ensemble tout en maintenant leur distance vec l'aide de Maxence, Nath et Loulou. |                                   |                    |
| 18 | Crise de croissance               | 3 octobre 2017     |
| Marine a flashé sur le jean à trous préféré de Wendy, qui veut l'enfiler pour un concert avec Maxence qui se déroule dans 2 jours. Cependant, Wendy n'arrive pas à rentrer dedans. Elle décide de se reprendre en main en faisant des exercices pour perdre du poids et pouvoir le remettre. Sachant que Wendy lui avait promis de lui donner son jean, Marine essaye de saboter ses efforts en lui mettant bonbons et sucreries sous le nez. |                                   |                    |
| 19 | Populaire                         | 4 octobre 2017     |
| Wendy et sa rivale fraichement arrivée dans le quartier Rachel organisent un concours de popularité pour savoir laquelle d'entre elles est la plus populaire. Entretemps, Marine tente de sauver Wendy contre la pose d'un appareil dentaire. |                                   |                    |
| 20 | Quelle soirée                     | 4 octobre 2017     |
| Wendy et Maxence s'entrainent à danser en vue d'une soirée organisée par sa copine Sammie pour fêter la sortie du nouvel album des Vandalises. Marine, sachant que sa Sister va a une soirée, déprime car elle n'y est pas invitée. Cependant, Marine apprend de Sammie que Wendy lui a menti et « désinvite » Wendy par principe. |                                   |                    |
| 21 | La grande lessive                 | 5 octobre 2017     |
| C'est la journée de la lessive, et maman compte nettoyer tous les tissus sales de la maison. Cependant, Marine tente de cacher son doudou Puduk, et Wendy et Papa leurs t-shirts dédicacés. |                                   |                    |
| 22 | Les Catastrophes Sisters          | 5 octobre 2017     |
| Maman gagne un week-end détente pour deux, mais Papa a du travail et ne peut pas l'accompagner. |                                   |                    |
| 23 | Enfin des holidays !              | 6 octobre 2017     |
| Exaspérés par les querelles des Sisters, les parents décident d'envoyer Wendy aux États-Unis pendant 35 jours. Marine invente plusieurs stratèges pour l'en empêcher, pensant qu'elle souffrira de son absence. |                                   |                    |
| 24 | En manque de Max                  | 6 octobre 2017     |
| Maxence part en week-end en camping sauvage avec ses copains, sans Wendy et sans réseau pour l'appeler. Alors que Wendy déprime, sa petite Sister Marine tente d'abord de la consoler puis de l'aider à penser à autre chose qu'à son amoureux. Finalement, face à la nostalgie de Wendy, Marine abdique et toutes les deux partent en forêt pour retrouver Maxence mais en vain. Revenant bien amochées chez elle, elles retrouvent leur père en train de jouer à Guitar Zéro en ligne contre un certain Mégamax. Wendy ayant sa petit idée de qui ça peut être trouve finalement Maxence chez lui avec ses copains en train de jouer au jeu. |                                   |                    |
| 25 | Le zoroscope                      | 7 octobre 2017     |
| Pendant le petit déjeuner, Marine lit l'horoscope malchanceux de Wendy dans le journal. Il y est écrit que cela peut être contré si elle « accepte l'aide d'une personne de son entourage qui lui veut du bien. » Wendy ne croyant pas à ces histoires, Marine échafaude des plans pour lui faire croire le contraire et ainsi se faire passer par quelqu'un qui lui veut du bien. |                                   |                    |
| 26 | Infirmières à domicile            | 7 octobre 2017     |
| Papa est malade et les Sisters décident de prendre soin de lui, en l'absence de Maman qui part travailler. Elles en profitent aussi pour faire toutes les bêtises possibles dans la maison. Cependant, la fièvre de Papa le fait délirer. Sous l'effet de ses délires, il se débarrasse de ses médicaments censés faire baisser sa température. |                                   |                    |
| 27 | Le namoureux mystère              | 25 octobre 2017    |
| Marine, qui se moquait de l'amour de Wendy et Maxence, tombe sur un message d'amour non signé qui lui a été mis dans son cartable. |                                   |                    |
| 28 | Drone de fée                      | 25 octobre 2017    |
| C'est l'anniversaire de Marine, et les parents sont partis acheter quelques bricoles laissant les deux Sisters seules à la maison. Impatiente de trouver son cadeau d'anniversaire, Marine retourne la maison et finit par trouver un gros paquet cadeau. Elle décide de l'ouvrir et découvre que c'est une Fée Drone Water Plouf qu'elle veut essayer discrètement dans son coin. Mais Wendy s'aperçoit de la chose, et, sous les yeux de chiens battus de sa Sister, accepte de la laisser jouer encore un peu avec. Sous leurs embrouilles habituelles, elles finissent par casser malencontreusement le drone qui est devenu incontrôlable. |                                   |                    |
| 29 | L'ennemie intérieure              | 26 octobre 2017    |
| Les parents acceptent d'héberger pour le week-end Rachel, la pire ennemie de Wendy. Manipulatrice, et dans le but de faire enrager Wendy, Rachel réussit à amadouer Marine et ses parents. Cependant, en l'absence des parents, Rachel décide d'organiser une fête, et Marine et Wendy se retrouvent expulsées de leur propre maison. |                                   |                    |
| 30 | Home Sweet Home                   | 26 octobre 2017    |
| La famille a dans l'idée d'acheter une maison plus grande. Wendy, elle, refuse catégoriquement. |                                   |                    |
| 31 | Piou-Piou Mania                   | 27 octobre 2017    |
| La Farandole de Peluche revient au centre-ville, mais Marine, qui veut faire croire qu'elle est trop mûre pour ça désormais, ne veut pas y aller avec ses copines Nath et Loulou. Sa Sister, Wendy, qui n'y croit pas essaye de la forcer à y aller, insistant sur le fait qu'elle y verra Super Piou-Piou. |                                   |                    |
| 32 | Sauvez Puduk                      | 27 octobre 2017    |
| Les parents des Sisters sont partis au cinéma, et Wendy en profite pour inviter son petit ami Maxence. Jouant à se lancer tout ce qu'ils se trouvent sous la main, Wendy lance malencontreusement le doudou de sa Sister Marine, Puduk, qui atterrit dans le casier d'un livreur à moto. Ensemble, ils tentent de le retrouver. Ce sont finalement leurs parents qui lui rendent. |                                   |                    |
| 33 | Sisters soldes                    | 30 octobre 2017    |
| Maman et les Sisters décident de camper la nuit devant le centre commercial et être les premières à faire les soldes le lendemain. Elles jettent leur dévolu sur plusieurs vêtements que Rachel et sa mère veulent également. |                                   |                    |
| 34 | Doudou d'amoureux                 | 30 octobre 2017    |
| — |                                   |                    |
| 35 | Hypno Sisters                     | 31 octobre 2017    |
| — |                                   |                    |
| 36 | Amnésique et périls               | 31 octobre 2017    |
| — |                                   |                    |
| 37 | Telle sœur, telle sœur            | 1er novembre 2017  |
| — |                                   |                    |
| 38 | Un petit frère pour les sisters   | 1er novembre 2017  |
| Écoutant aux portes, Marine surprend une conversation de ses parents. Sur un malentendu, elle comprend qu'ils se préparent à l'arrivée d'un petit frère. |                                   |                    |
| 39 | Sisters Style                     | 30 octobre 2017    |
| — |                                   |                    |
| 40 | Super Georgette                   | 30 octobre 2017    |
| — |                                   |                    |
| 41 | À dormir debout                   | 30 octobre 2017    |
| — |                                   |                    |
| 42 | Le Sisters-l'hermite              | 30 octobre 2017    |
| Les parents des Sisters en on mare de leurs bêtises ( flashback des bêtises) et les menaces de les envoyer en colonie... mais pas ensemble ! Leurs parents sont partis au magasin pour acheter de quoi faire un nouveau salon car les Sisters ont ravagé. Wendy et Marine casse accidentellement à vase en jouant avec les coussins, elles ont peur de la menace des parents. Wendy décide de s'enfuir dans la forêt suivie par Marine. Les parents inquiets, trouvent un mot sur le canapé, ils décident de faire un pari vu qu'ils voient leurs filles, avec des jumelles : William parie à Sandrine qu’elle ne vont pas rester moins de 2h dehors et Sandrine dit le contraire. |                                   |                    |
| 43 | Un casse dingue                   | 30 octobre 2017    |
| Les Sisters, Nath et Loulou regardent un film de gangsters. Plus tard, sans en informer Marine, Wendy répète avec Maxence pour un futur casting dans le rôle d'une braqueuse de banque. Marine, qui l'espionne, pense qu'elle s'entraine pour aller braquer une banque, et fait tout pour l'en empêcher. |                                   |                    |
| 44 | Jeu set et match pour les Sisters | 30 octobre 2017    |
| — |                                   |                    |
| 45 | Alerte Georgette                  | 30 octobre 2017    |
| |                                   |                    |
| 46 | La canine mourue                  | 30 octobre 2017    |
| Maman a confectionné un gâteau qui a gagné le concours du « plus gâteau d'Halloween de Poms-les-Bains », et la famille sera prise en photo pour l'occasion. Problème est que toute la famille a des problèmes de dents et qu'ils ne rendront pas bien sur la photo. |                                   |                    |
| 47 | Wendyphobie                       | 24 novembre 2017   |
| Marine critique Wendy car elle passe son temps à regarder son smartphone. Wendy lui fait croire qu'elle a attrapé un microbe « qui s'attaque aux ados et qui les rend complètement idiots » pour qu'elle puisse enfin être tranquille. Marquée, Marine fait tout pour éviter de s'approcher d'elle. Alors qu'elle discute au parc avec ses copines, Marine a dans l'idée de prendre le produit du frère d'une de ses copines pour décontaminer Wendy. Elle le verse dans un bain qu'elle veut faire prendre à Wendy, mais cette dernière n'a pas le temps car ces copines doivent arriver pour aller dans une piscine publique où tous les ados de la ville se regroupent. Marine, qui a dans l'idée de verser le produit dans la piscine pour tous les décontaminer, demande si elle peut venir.                                                        |                                   |                    |
| 48 | Un toutou rien que pour nous      | 24 novembre 2017   |
| Charmées par le petit chien de l'ennemie de Wendy, les Sisters veulent adopter un chien. Elles emploient plusieurs stratagèmes pour faire accepter à leurs parents d'en adopter un. |                                   |                    |
| 49 | Souriez vous êtes piégés          | 27 novembre 2017   |
| — |                                   |                    |
| 50 | La guerre des pestouilles         | 27 novembre 2017   |
| — |                                   |                    |
| 51 | Merci pour les bêtises            | 27 novembre 2017   |
| En panne d'inspiration pour ses dessins, Papa demande aux Sisters de se calmer. Les Sisters lui donne quelques idées d'inspiration. L'épisode se concentre sur des flashbacks qui relatent leurs bêtises durant la saison 1. |                                   |                    |
| 52 | Le plus pire des deux             | 27 novembre 2017   |
| Exaspérés par les bêtises des Sisters, les parents veulent les séparer pendant la durée des vacances. Cet épisode aussi se concentre sur des flashbacks qui relatent leurs bêtises durant la saison 1. |                                   |                    |

### Saison 2 (2020)
Diffusée du 24 août au 23 novembre 2020.
| № | Titre                             | Première diffusion |
| --- | --------------------------------- | ------------------ |
| 53 | Le plusse beau métier du monde    | 23 novembre 2020   |
| Marine veut devenir infirmière comme sa maman. Pour ça, il faut qu'elle s'entraîne à soigner les gens dès maintenant. Le problème, c'est que personne ne fait l'effort d'être malade dans cette maison. |                                   |                    |
| 54 | Rhume fiction                     | 24 août 2020       |
| Marine fait semblant d'être malade pour ne pas aller à l'école et pour ne pas subir une interro de dictée. La mère des Sisters lui dit de rester au lit et préviendra Wendy pour qu'elle lui rende visite à midi. Alors qu'elle rentre à la maison, Wendy aperçoit sa Sister en train de s'amuser et menace de la dénoncer aux parents, mais en échange de son silence Marine la menace de ne pas lui dévoiler de photos de Wendy en train de danser en maillot de bain devant son miroir. Par souci d'équité, Wendy veut aussi sécher les cours, prétextant que sa Sister lui a refilée sa maladie. Voyant la supercherie, et sachant qu'ils étaient prêts à aller à l'Aquaplouf le lendemain, les parents décident à leur tour d'être malade. |                                   |                    |
| 55 | Pestouilles puissance trois       | 24 août 2020       |
| — |                                   |                    |
| 56 | Télé Sisters                      | 24 août 2020       |
| — |                                   |                    |
| 57 | Planches en vrac                  | 25 août 2020       |
| — |                                   |                    |
| 58 | La bobocléose                     | 25 août 2020       |
| — |                                   |                    |
| 59 | La baby-Sister                    | 25 août 2020       |
| — |                                   |                    |
| 60 | Monsieur Pimpin                   | 26 août 2020       |
| — |                                   |                    |
| 61 | La reine du silence               | 26 août 2020       |
| — |                                   |                    |
| 62 | Ma vie rêvée à Pom-les-Bains      | 26 août 2020       |
| — |                                   |                    |
| 63 | Le doudou de la fortune           | 27 août 2020       |
| — |                                   |                    |
| 64 | Le gros lot                       | 27 août 2020       |
| — |                                   |                    |
| 65 | Ma trop bien nouvelle Sister      | 27 août 2020       |
| — |                                   |                    |
| 66 | Les grandes Sisters               | 28 août 2020       |
| — |                                   |                    |
| 67 | La colo sans crampon              | 28 août 2020       |
| — |                                   |                    |
| 68 | SOS journal de nintime            | 28 août 2020       |
| — |                                   |                    |
| 69 | La napocalypse                    | 31 août 2020       |
| — |                                   |                    |
| 70 | Chat suffit                       | 31 août 2020       |
| — |                                   |                    |
| 71 | Y'en a là d'dans                  | 31 août 2020       |
| — |                                   |                    |
| 72 | Panique à bord                    | 25 septembre 2020  |
| — |                                   |                    |
| 73 | La p'tite Sisteronite             | 25 septembre 2020  |
| — |                                   |                    |
| 74 | Et ben moi, ma Sister…            | 25 septembre 2020  |
| — |                                   |                    |
| 75 | John Kevin Bryan                  | 28 septembre 2020  |
| — |                                   |                    |
| 76 | Trop la poisse !                  | 28 septembre 2020  |
| — |                                   |                    |
| 77 | Jamais sans mes poux              | 28 septembre 2020  |
| — |                                   |                    |
| 78 | Méga teuf                         | 29 septembre 2020  |
| — |                                   |                    |
| 79 | Trop papa cool                    | 29 septembre 2020  |
| — |                                   |                    |
| 80 | Mon trésor !                      | 29 septembre 2020  |
| — |                                   |                    |
| 81 | La méthode Zendy                  | 30 septembre 2020  |
| — |                                   |                    |
| 82 | Adopte une Sister.com             | 30 septembre 2020  |
| — |                                   |                    |
| 83 | Roger                             | 30 septembre 2020  |
| — |                                   |                    |
| 84 | Fous du foot !                    | 1er octobre 2020   |
| — |                                   |                    |
| 85 | Le hoquet K.O.                    | 1er octobre 2020   |
| — |                                   |                    |
| 86 | Wendy est reviendue !             | 1er octobre 2020   |
| — |                                   |                    |
| 87 | Le don de Wendy                   | 2 octobre 2020     |
| — |                                   |                    |
| 88 | Caché                             | 2 octobre 2020     |
| — |                                   |                    |
| 89 | L'amour débilos                   | 2 octobre 2020     |
| — |                                   |                    |
| 90 | L'arme ultime                     | 21 octobre 2020    |
| — |                                   |                    |
| 91 | Boum de pestouilles               | 21 octobre 2020    |
| — |                                   |                    |
| 92 | Retour au vert                    | 21 octobre 2020    |
| — |                                   |                    |
| 93 | Sister Coco                       | 22 octobre 2020    |
| — |                                   |                    |
| 94 | Plusse ado que toi                | 22 octobre 2020    |
| — |                                   |                    |
| 95 | Zéro de conduite pour les Sisters | 22 octobre 2020    |
| — |                                   |                    |
| 96 | Sisters contre parents            | 23 octobre 2020    |
| — |                                   |                    |
| 97 | Ma console de namour              | 23 octobre 2020    |
| — |                                   |                    |
| 98 | Cendrillon Sisters                | 23 octobre 2020    |
| — |                                   |                    |
| 99 | Mission papa maman                | 26 octobre 2020    |
| — |                                   |                    |
| 100 | Parfum de princesse               | 26 octobre 2020    |
| — |                                   |                    |
| 101 | Poussée de nadonnaissance         | 26 octobre 2020    |
| — |                                   |                    |
| 102 | Mon journal qu'à moi              | 23 octobre 2020    |
| — |                                   |                    |
| 103 | Ma limace de Sister               | 27 octobre 2020    |
| — |                                   |                    |
| 104 | Un selfie avec Joy-D              | 23 novembre 2020   |
| — |                                   |                    |

### Saison 3 (2024-2025)
Diffusée du 3 novembre 2024 au 16 mars 2025.
| №   | Titre                        | Première diffusion |
| --- | ---------------------------- | ------------------ |
| 105 | Les Sistonautes              | 3 novembre 2024    |
| —   |                              |                    |
| 106 | La mini-mitable              | 3 novembre 2024    |
| —   |                              |                    |
| 107 | La teuf à la maison          | 10 novembre 2024   |
| —   |                              |                    |
| 108 | Ma sister-robote             | 10 novembre 2024   |
| —   |                              |                    |
| 109 | Conseils de nexperte         | 17 novembre 2024   |
| —   |                              |                    |
| 110 | Maison de rêve               | 17 novembre 2024   |
| —   |                              |                    |
| 111 | Bienvenue à Doudouland       | 24 novembre 2024   |
| —   |                              |                    |
| 112 | Le namoureux idéal           | 24 novembre 2024   |
| —   |                              |                    |
| 113 | Festival de Sisters          | 1er décembre 2024  |
| —   |                              |                    |
| 114 | Peigne de cœur               | 1er décembre 2024  |
| —   |                              |                    |
| 115 | Les fouilles narchéologiques | 8 décembre 2024    |
| —   |                              |                    |
| 116 | Perdue pour perdue           | 8 décembre 2024    |
| —   |                              |                    |
| 117 | La monnaie de sa pièce       | 15 décembre 2024   |
|     |                              |                    |
| 118 | Cure de nenfance             | 15 décembre 2024   |
| —   |                              |                    |
| 119 | Ma planète de namour         | 11 novembre 2024   |
| —   |                              |                    |
| 120 | La néroïne de tes rêves      | 11 novembre 2024   |
| —   |                              |                    |
| 121 | Le brother de la sister      | 12 novembre 2024   |
| —   |                              |                    |
| 122 | Magique Marine               | 12 novembre 2024   |
| —   |                              |                    |
| 123 | Effet boomerang              | 13 novembre 2024   |
| —   |                              |                    |
| 124 | Une Sister de trop           | 13 novembre 2024   |
| —   |                              |                    |
| 125 | Cata Coco                    | 14 novembre 2024   |
| —   |                              |                    |
| 126 | Vive la grève !              | 14 novembre 2024   |
| —   |                              |                    |
| 127 | La faute à l'autre           | 15 novembre 2024   |
| —   |                              |                    |
| 128 | Le Piou-Piou challenge       | 15 novembre 2024   |
| —   |                              |                    |
| 129 | Fini les jouets !            | 22 décembre 2024   |
| —   |                              |                    |
| 130 | La BD mystère                | 22 décembre 2024   |
| —   |                              |                    |
| 131 | Retour vers le passé         | 29 décembre 2024   |
| —   |                              |                    |
| 132 | Le nécratéresse              | 29 décembre 2024   |
| —   |                              |                    |
| 133 | Les parfaites Sisters        | 5 janvier 2025     |
| —   |                              |                    |
| 134 | Les power Sisters            | 5 janvier 2025     |
| —   |                              |                    |
| 135 | Licornes en folie            | 12 janvier 2025    |
| —   |                              |                    |
| 136 | Parfum de Sisters            | 12 janvier 2025    |
| —   |                              |                    |
| 137 | La reine des pestouilles     | 19 janvier 2025    |
| —   |                              |                    |
| 138 | Entrée sur invitation        | 19 janvier 2025    |
| —   |                              |                    |
| 139 | Une voyoute de Sister        | 26 janvier 2025    |
| —   |                              |                    |
| 140 | Sisters express              | 26 janvier 2025    |
| —   |                              |                    |
| 141 | WendyFashion.com             | 2 février 2025     |
| —   |                              |                    |
| 142 | Passion peluches             | 2 février 2025     |
| —   |                              |                    |
| 143 | Ma Sister olympique          | 9 février 2025     |
| —   |                              |                    |
| 144 | Famille de talents           | 9 février 2025     |
| —   |                              |                    |
| 145 | Le cadeau craignos           | 16 février 2025    |
| —   |                              |                    |
| 146 | Sisters de remplaçage        | 16 février 2025    |
| —   |                              |                    |
| 147 | Silence ! Papa travaille…    | 23 février 2025    |
| —   |                              |                    |
| 148 | Bienvenue à Gothika          | 23 février 2025    |
| —   |                              |                    |
| 149 | Le pire Halloween            | 23 mars 2025       |
| —   |                              |                    |
| 150 | La chasse au monstre         | 23 mars 2025       |
| —   |                              |                    |
| 151 | Scoops de Sisters            | 2 mars 2025        |
| —   |                              |                    |
| 152 | Licorne d'entraînement       | 2 mars 2025        |
| —   |                              |                    |
| 153 | La cop's invisible           | 9 mars 2025        |
| —   |                              |                    |
| 154 | Wendy la joue vénère         | 9 mars 2025        |
| —   |                              |                    |
| 155 | Merci crampon !              | 16 mars 2025       |
| —   |                              |                    |
| 156 | Le namoureux à la maison     | 16 mars 2025       |
| —   |                              |                    |